# 藤川黎一
藤川 黎一（ふじかわ れいいち、1946年 - ）は、日本の作家。本木荘二郎の評伝の作者として知られる。

## 来歴
東宝の営業畑のサラリーマンを父に持つ関係から、映画館に無料で出入りし、大量の映画を観て育つ。早稲田高等学校を成績不良により約1年で中退した後、当時赤坂にあった聖パウロ学園高等学校に入り直し、早稲田大学文学部日本文学科に進む。在学中は西村朝日太郎に師事し、遺骨収集の学術調査でニューギニアへ赴く。帰路、ジャカルタで朝日新聞社の駐在記者と大喧嘩になり、帰国後に朝日新聞社から早稲田大学へ抗議文を送られた。藤川は、記者の非協力的な態度が喧嘩の原因であったと主張している。
大学中退後、26～27歳の時に父を亡くし、当時の金で5000万～6000万円程度の遺産を得る。1982年～1983年頃、自由社の就職試験を受け、その席上、石原萠記から「あなたは勤め人じゃない。ものを書く人だ」と言われたことから本木荘二郎の評伝の執筆を開始。新聞の拡張員・集金人として働きつつ取材を重ね、1984年に『虹の橋　黒澤明と本木荘二郎』（田畑書店）を刊行。

## 著書
- 『虹の橋 黒澤明と本木荘二郎』田畑書店、1984年
- 『黒澤明vs.本木荘二郎 それは春の日の花と輝く』論創社、2012年